# NAA38
NAA38 (англ. N(alpha)-acetyltransferase 38, NatC auxiliary subunit) – білок, який кодується однойменним геном, розташованим у людей на 17-й хромосомі. Довжина поліпептидного ланцюга білка становить 125 амінокислот, а молекулярна маса — 13 514.
| 10         |  | 20         |  | 30         |  | 40         |  | 50         |
| ---------- |  | ---------- |  | ---------- |  | ---------- |  | ---------- |
| MAGAGPTMLL |  | REENGCCSRR |  | QSSSSAGDSD |  | GEREDSAAER |  | ARQQLEALLN |
| KTMRIRMTDG |  | RTLVGCFLCT |  | DRDCNVILGS |  | AQEFLKPSDS |  | FSAGEPRVLG |
| LAMVPGHHIV |  | SIEVQRESLT |  | GPPYL      |  |            |  |            |

A: Аланін

C: Цистеїн

D: Аспарагінова кислота

E: Глутамінова кислота

F: Фенілаланін

G: Гліцин

H: Гістидин

I: Ізолейцин

K: Лізин

L: Лейцин

M: Метіонін

N: Аспарагін

P: Пролін

Q: Глутамін

R: Аргінін

S: Серин

T: Треонін

V: Валін

Кодований геном білок за функцією належить до фосфопротеїнів. 
Задіяний у таких біологічних процесах, як ацетилювання, альтернативний сплайсинг. 
Локалізований у цитоплазмі, ядрі.